# Kolponomos
Kolponomos fou un gènere d'os prehistòric marí del període Miocè. Com que vivia a l'oceà, aquest os primitiu s'alimentava probablement de mol·luscs i crustacis i possiblement tenia un estil de vida similar al de les llúdries marines actuals. Quan fou descobert el 1960, es cregué que pertanyia a la família dels prociònids, però avui en dia se sap que era un os.